# Албания (средневековое королевство)
Короле́вство Алба́ния (лат. Regnum Albaniae; 1271—1333, 1355—1368, 1376) — средневековое государство крестоносцев, которое Карл I Анжуйский сумел создать в 1271 г. на Балканах со столицей в г. Дуррес. В него вошли приморские земли, отнятые у Эпирского деспотата. В отличие от последнего, верховная власть в нём принадлежала крестоносцам из Франции и Италии, хотя основное население составляли албанцы, греки, валахи, славяне и проч. Несмотря на поддержку венецианского флота, греческие силы продолжали наносить удары по слабо защищённой восточной границе королевства.
Уже к 1281 территория королевства фактически свелась к портовой крепости Дуррес, округ которого просуществовал в качестве княжества до 1368 года. В 1333—1336 его оккупировало Ахейское княжество, в 1336—1355 — Сербское царство, но долго удерживать его окружившие Дуррес (Драч) сербы не смогли из-за морской помощи венецианцев. В 1368 остатки иностранных династий были вынуждены признали власть Карла Топии — этнического албанца, провозгласившего себя новым правителем Дурреса и назвавший свои владения княжеством Албания, хотя во внешней политике он по-прежнему тесно сотрудничал с Венецией.

## История

### Перед образованием королевства
В 1253 году, во время конфликта между Эпирским царством и Никейской империей правивший Арберией Гулям первоначально был в союзе с Эпиром, и его войска заняли район Кастории, чтобы не дать никейским войскам Иоанна III Дуки Ватаца войти в Девол. Иоанн сумел уговорить Гуляма сменить сторону, и между ними был заключён договор, в котором Иоанн гарантировал автономию Гуляма. В том же году правитель Эпира Михаил II Комнин Дука заключил мир с никейцами, признав их власть над Западной Македонией и Албанией; крепость Круя была сдана никейцам. Иоанн подтвердил старые привилегии города Круя и даровал новые; привилегии были подтверждены и его преемником Феодором II.
В 1256 году никейцы забрали у Михаила II Дуррес. Зимой 1256—1257 годов Георгий Акрополит попытался восстановить в Арберии никейскую власть, нарушив соглашение об автономии. Местные албанцы восстали и, услышав об этом, Михаил II также разорвал мирный договор с Никейской империей. При поддержке албанцев он атаковал Дебар, Охрид и Прилеп. Тем временем, прознав про происходящее, Манфред Сицилийский предпринял вторжение в Албанию. Его войска захватили Дуррес, Берат, Влёру, Спинариццу и южное побережье Албании от Влёры до Бутринти. Перед лицом войны на два фронты Михаил II предпочёл договориться с Манфредом, сделав его своим союзником. За Манфреда была выдана дочь Михаила Елена, а захваченные Манфредом территории стали считаться её приданым.
После того, как Манфред и Михаил были разгромлены в битве при Пелагонии, никейские силы продолжили наступление, и захватили почти все албанские владения Манфреда (за исключением Дурреса). Однако в сентябре 1261 Манфред организовал новую экспедицию, отвоевал свои владения в Албании и удерживал их вплоть до своей смерти в 1266 году. В качестве генерал-губернатора албанских владений Манфред назначил французского дворянина Филиппа Шинара.

### Создание королевства

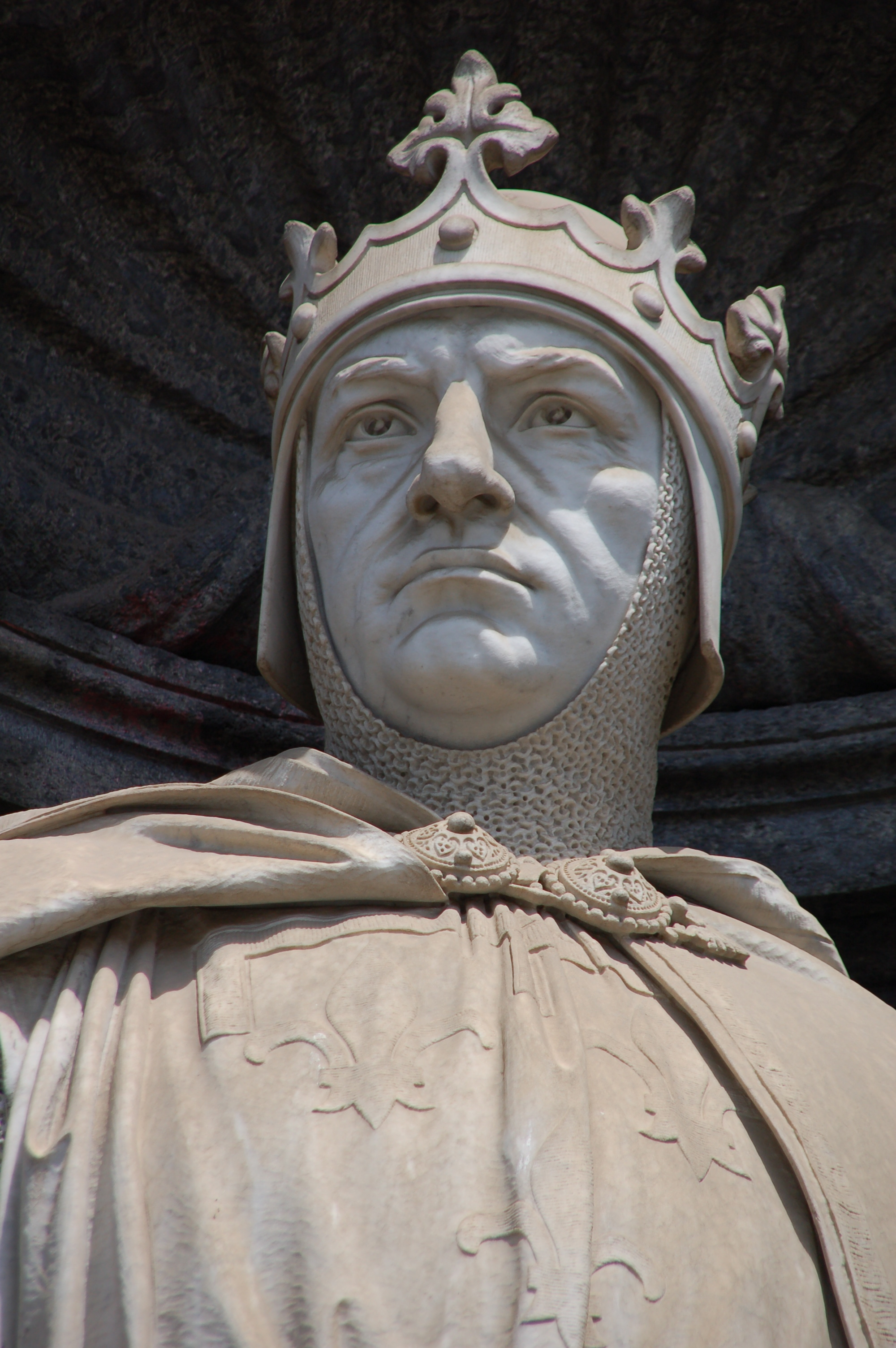
Карл I Анжуйский

После того, как в 1266 году силы Манфреда были разбиты в битве при Беневенто, в 1267 году был заключён договор в Витербо, в соответствии с которым Карл I Анжуйский получил права на бывшие владения Манфреда в Албании, а также на латинские доминионы в Эпире и Морее.
Узнав о гибели Манфреда в битве при Беневенто, Михаил II устроил заговор с целью убийства генерал-губернатора Филиппа Шинара, однако местные командиры и дворяне отказались отдать ему бывшие владения Манфреда. Тот же ответ они дали и присланному Карлом в 1267 году послу — Гаццо Шинару, который потребовал отдать земли Карлу в соответствии с условиями договора в Витербо.
После провала восьмого крестового похода Карл вернулся к албанским делам, завязав контакты с местными лидерами через представителей церкви. В 1271 году Иоанн из Дурреса и Николай из Арбанона совершили несколько поездок между Италией и Албанией, и 21 февраля 1272 года ко двору Карла прибыла делегация албанского дворянства и граждан Дурреса. Карл подписал с ними договор, и был провозглашён королём Албании «по общему согласию епископов, графов, баронов, солдат и граждан», пообещав защищать их и подтвердив привилегии, которые они имели в Византийской империи. Договор провозглашал унию Албанского и Неаполитанского королевств под властью Карла I (Carolus I, dei gratia rex Siciliae et Albaniae). Король назначил Гаццо Шинара королевским викарием-генералом Албании, и стал готовиться к походу на Константинополь. В течение 1272 и 1273 годов в Дуррес и Влёру было завезено огромное количество продовольствия. Это насторожило императора Михаила VIII, который начал отправлять послания местным албанским лидерам, подбивая их прекратить поддерживать Карла и перейти на его сторону. Албанцы передали эти послания Карлу, который похвалил их за лояльность. Тогда Михаил постарался воспользоваться влиянием папы Григория X. Папа мечтал сделать Европу мирной, объединить Восточную и Западную церкви, и провести новый крестовый поход, в 1274 году он созвал Второй Лионский собор, и потому приказал Карлу прекратить свои действия.
Карл ввёл в Албании военное управление. Положенные по договору привилегии и автономии были де-факто отменены, вводились новые налоги. Земли конфисковывались в пользу приезжих дворян, албанские дворяне отстранялись от участия в государственных делах. Чтобы обеспечить лояльность, Карл держал в заложниках детей местных дворян. Это вызвало большое недовольство в стране, и ряд дворян завязали контакты с византийским императором Михаилом, который пообещал им восстановление былых привилегий.

### Византийское наступление
Воспользовавшись сложившейся ситуацией, Михаил VIII начал в конце 1274 года собственную кампанию в Албании. С помощью местных албанских дворян византийские войска взяли важный город Берат, а затем — Бутринти. В ноябре 1274 года губернатор сообщил Карлу, что албанско-византийские силы осадили Дуррес. После того, как византийцы взяли Спинариццу, под контролем Карла остались только районы Дурреса, Круи и Влёры, блокированные и изолированные друг от друга. Сообщение между ними было возможно только по морю, но коммуникации находились под постоянным воздействием византийского флота, базирующегося на Бутринти и Спинариццу.
Согласившись на Втором Лионском соборе на объединение церквей, Михаил одержал важную дипломатическую победу над Карлом. Воодушевлённы итогами собора, папа Григорий X запретил Карлу I предпринимать какие-либо действия против Михаила VIII. В этих условиях Карлу не оставалось ничего иного кроме подписания перемирия, что и было сделано в 1276 году.

### Анжуйское контрнаступление
Присутствие византийцев в Бутринти встревожило властителя Эпира Никифора I. Он связался с Карлом и его вассалом Гильомом II де Виллардуэн (князем Ахейским), и пообещал принести вассальную присягу Карлу в обмен на некоторые земли в Ахее. В 1278 году войска Никифора взяли Бутринти. В марте 1279 Никифор объявил себя вассалом Карла, и передал ему замки в Бутринти и Сопоте, и отправил своего сына в качестве заложника во Влёру.
В это же время, готовясь к наступлению на Фессалоники и Константинополь, Карл начал создавать сеть альянсов на Балканах: он договорился с правителями Сербии и Болгарии, и привлёк на свою сторону часть албанской знати. Под давлением албанцев Карлу пришлось освободить из неаполитанских тюрем некоторых представителей албанской знати, ранее арестованных за сотрудничество с византийцами (в частности, Гина Музаку, что имело особо важное значение, так как семья Музака владела землями вокруг Берата); однако при этом их сыновья остались в Неаполе в качестве заложников.
В августе 1279 года Карл назначил Уго де Сюлли капитаном и викарием-генералом Албании, Дурреса, Влёры, Сопота, Бутринти и Корфу. Потратив несколько месяцев на подготовку, получив огромное количество припасов и подкреплений (включая сарацинских лучников) Де Сюлли захватил Спинариццу и сделал её своей штаб-квартирой. Войска готовились идти на Берат, но вмешался папа Николай III и запретил Карлу нападать на Византийскую империю. Однако в августе 1280 года Николай III скончался, и в течение шести месяцев папский престол оставался вакантным, что дало Карлу возможность действовать. Осенью 1280 года он отдал Уго де Сюлли приказ наступать. В декабре анжуйские войска подошли к Берату и осадили замок.

### Византийское контрнаступление
Византийский император полагался на то, что его противники-латиняне будут остановлены с помощью Папы, и это ему удавалось: после смерти Григория X последующие Папы продолжали его политику. Однако в 1281 году Карлу I удалось добиться большого успеха, возведя на престол папу-француза, который предал византийского императора анафеме и благословил экспедицию Карла I против Византии как крестовый поход.
Несмотря на всю сложность ситуации, Михаил VIII всё-таки послал помощь осаждённому гарнизону. Византийская армия вместе с наёмниками-турками прибыла к Берату весной 1281 года. Войска имели приказ избегать решающей битвы и действовать тактикой набегов и засад. В одну из первых засад попал анжуйский командующий Уго де Сюлли, после чего его войско в панике разбежалось, лишь немногие нашли убежище в замке Канинё. Византийская армия перешла в наступление и осадила Влёру, Канинё и Дуррес. Албанцы из Круи пошли на союз с византийским императором, который взамен дал привилегии городу и епископству.

### Приготовления Карла и Сицилийская вечерня

#### Договор Орвието
Провал похода Уго де Сюлли вынудил Карла I перейти от сухопутных операций к морским; союзника он нашёл в лице Венеции. В июле 1281 они заключили в Орвието альянс, официальной целью которого была замена Михаила VIII на византийском троне на титулярного императора Латинской империи Филиппа де Куртене, и насильное объединение церквей, которое бы поставило Православную церковь в подчинённое положение по отношению к Католической. Реальными же мотивами было воссоздание Латинской империи с анжуйским доминированием в ней и восстановление торговых привилегий Венеции в Константинополе.
Договор гласил, что Филипп и Карл должны предоставить по 8.000 конных и пеших войск и морской транспорт, достаточный для их доставки в Константинополь. В экспедиции должны были принять личное участие Филипп, венецианский дож Джованни Дандоло и сам Карл I либо его сын Карл II Анжуйский. Фактически же, так как у Филиппа практически не было средств, почти все войска были профинансированы Карлом. Венецианцы должны были предоставить для эскорта флота вторжения 40 галер, которые должны были отплыть из Бриндизи не позднее апреля 1283 года. Взойдя на трон, Филипп должен был подтвердить условия договора в Орвието и привилегии, дарованные Венеции при основании Латинской империи.
Был заключён также дополнительный документ, касающийся авангарда сил вторжения. Карл и Филипп должны были профинансировать 15 военных судов и 10 транспортов, а также 300 человек с лошадьми. Венецианцы предоставляли 15 военных кораблей на 7 месяцев в году. Эти силы должны были воевать против Михаила VIII и прочих «оккупантов Латинской империи» (преимущественно генуэзцев); их предстояло собрать на Корфу к 1 мая 1282 года.
Оба договора были подписаны Карлом и Филиппом 3 июля 1281 года, и ратифицированы дожем Венеции 2 августа 1281 года.

#### Сицилийская вечерня
29 марта 1282 года началось восстание на острове Сицилия. В ходе восстания был уничтожен собранный в гавани Мессины анжуйский флот, предназначенный для вторжения в Византию. Карл попытался подавить восстание, но 30 августа 1282 года на Сицилии высадился арагонский король Педро III, сделав очевидным отсутствие у Карла возможности для атаки на Византию. В сентябре 1282 года Анжуйский дом навсегда потерял Сицилию, в 1284 году в ходе битвы в Неаполитанском заливе в арагонский плен попал Карл II, а 7 января 1285 года скончался сам Карл I. После смерти Карла I все его владения перешли к Карлу II, который оставался под стражей до 1288 года.

### Закат королевства

#### Потеря Дурреса
Анжуйские войска продолжали ещё некоторое время сопротивляться в осаждённых замках, но в 1288 году Дуррес перешёл в руки византийцев. Канинё пал примерно в 1294 году, Корфу и Бутринту оставались под анжуйской властью по крайней мере до 1292 года. В 1296 году Дуррес захватил сербский король Стефан Урош II Милутин. В 1299 году византийский император Андроник II Палеолог выдал за Стефана свою дочь Симону, и захваченные Стефаном земли стали считаться её приданым.

#### Возвращение Дурреса

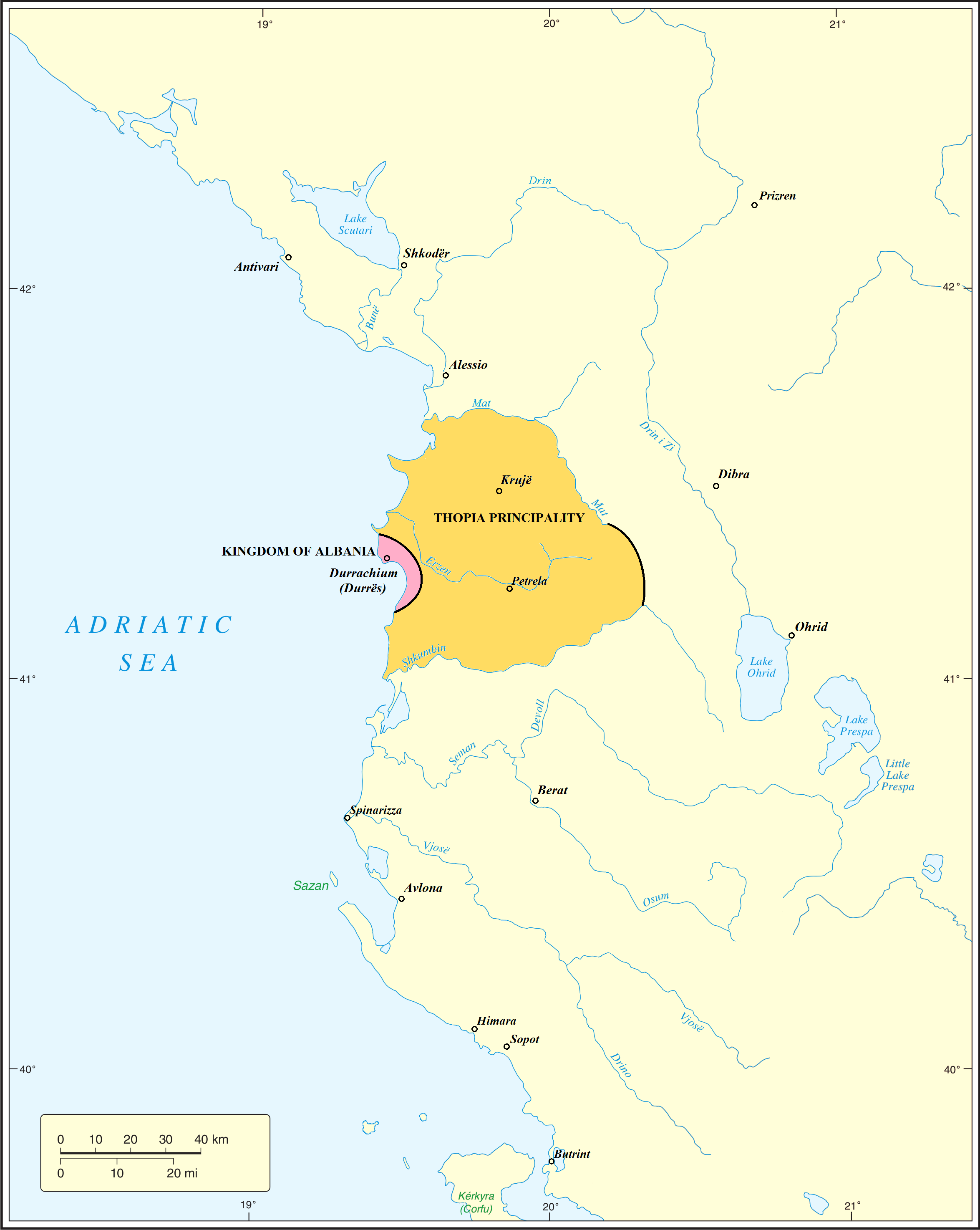
Албанское королевство и владения семьи Топия в 1368 году

Несмотря на потерю албанских земель понятие «Албанского королевства» ещё долгое время было в ходу у Анжуйской династии. После смерти Карла I в 1285 году титул короля Албании унаследовал его сын Карл II. В августе 1294 года Карл II передал права на Албанию своему сыну Филиппу I. В ноябре 1294 года Филипп женился на дочери эпирского властителя Никифора Комнина Дуки, возобновив старый альянс. В 1299 году после поражения в сражении у Фальконарии Филипп попал в плен к Федериго Сицилийскому, но после освобождения в 1302 году предъявил свои права на Албанию и приступил к подготовке их реализации. Филипп получил поддержку папы Бенедикта XI, а также албанцев-католиков, предпочитавших итальянских единоверцев православным сербам и грекам.
Летом 1304 года сербы были изгнаны из Дурреса местными жителями, которые в сентябре присягнули Анжуйской династии. Филипп и его отец Карл II подтвердили старые привилегии, обещанные жителям ещё Карлом I. В 1305 году Карл II дал местным жителям дальнейшие послабления в области налогов и сборов.
Некоторое время земли в Албании были разменной монетой: анжуйская династия пыталась выменять на них у арагонцев королевство Тринакрию, но в 1316 году эти переговоры были прекращены.
После смерти Филиппа в 1332 году последовали претензии на албанские домены со стороны разных членов Анжуйского дома. В итоге права на титулы «король Албании» и «герцог Дураццо» за 5000 унций золота приобрёл граф Гравины Иоанн. После его смерти в 1336 году албанские владения перешли к его сыну Карлу.
Тем временем происходила консолидация владений различных албанских родов. Владения семьи Топия, находившиеся в центральной Албании, подвергались постоянному давлению со стороны сербов, и анжуйцы стали их естественными союзниками; другими союзниками анжуйцев стали представители семьи Музака.

#### Последние десятилетия
Сербское давление на албанское королевство особенно усилилось при Стефане Уроше IV Душане. Несмотря на то, что точная судьба Дурреса в это время неизвестно, имеется сообщение о том, что в 1346 году под власть Душана попала вся Албания.
В 1348 году был казнён герцог Карл, а после кончины в 1355 году Стефана Уроша IV Душана начало распадаться сербское государство. В этой ситуации Карл Топия предъявил права на Албанию. В 1368 году при поддержке местных жителей он захватил Дуррес.
В 1375 году права на Албанию предъявил Людовик д’Эврё — муж дочери герцога Карла Иоанны. Он взял город, но в 1383 году Карл Топия вернул себе контроль над Дурресом. Так анжуйское королевство стало княжеством.

## Список правителей

### Короли
- Карл I Анжуйский (1272—1285)
- Карл II Анжуйский (1285—1294)

### Князья
- Филипп I Тарентский (1294—1332)
- Роберт Тарентский (1332)

### Герцоги
- Иоанн (1332—1336)
- Карл (1336—1348)
- Иоанна (Джованна) (1348—1368) и её супруг Людовик д’Эврё (1366—1368)